# دير مار جرجس (الحميراء)
دير مار جرجس الحميراء هو دير يقع في بلدة المشتاية في وادي النصارى في محافظة حمص، سوريا، ويعتبر هذا الدير المكون من ثلاث كنائس وهو واحد من أجمل تحف العمارة البيزنطية ويقع في منطقة تًعتبر من أجمل بقاع الحوض الشرقي للبحر المتوسط في سوريا.

## التسمية
وسمي الدير بهذا الاسم الحميراء نسبة إلى قطعة من جسد القديس جرجس التي وجدت في هذه المنطقة بعد قتل الوثنيين له وتقطيعه فسمي الدير بهذا الاسم.

## مباني الدير
الدير بحتوي على 3 كنائس قديمة بالإضافة إلى بعض المباني الحديثة ويرجع تاريخ إنشاء:
- الكنيسة الأولى فيه لحوالي 1500 سنة
- الثانية لحوالي 900 سنة
- الثالثة فتعود لحوالي 150 سنة

ويضم الدير غرف خاصة بالزوار وجناح تقام فيه المخيمات الكشفية ويتميز هذا الدير بمناسبتين رئيسيتين هما عيد القديس جاورجيوس وهو عيد الشهداء في 6 أيار من كل عام وعيد الصليب في 14 أيلول من كل عام حيث يأمه السواح والمؤمنون والزوار من جميع أرجاء العالم طالبين شفاعة هذا القديس ولحضور الاحتفالات الرائعة التي تقام في الدير.